# Södertälje kontrakt

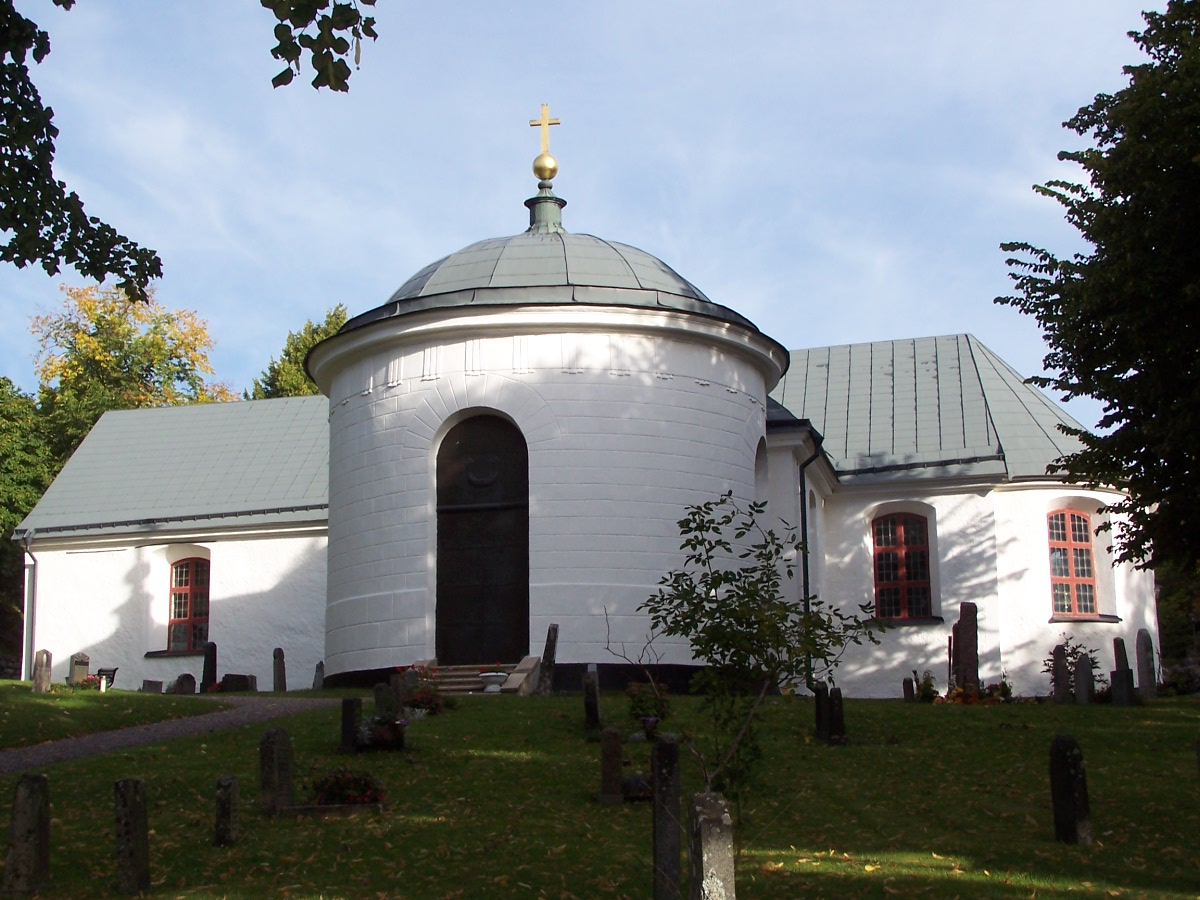
Mörkö kyrka på Mörkö

Södertälje kontrakt är ett kontrakt i Strängnäs stift i Södermanland. 
Kontraktskod är 0406

## Administrativ historik
Kontraktet omfattade före 1962
- Södertälje stadsförsamling som 1946 namnändrades till Södertälje församling som 2002 uppgick i Södertälje-Tveta församling som 2010 uppgick i en återbildad Södertälje församling
- Södertälje landsförsamling som 1946 uppgick i Södertälje församling och en nybildad Östertälje församling
- Hölö församling som 2010 uppgick i Hölö-Mörkö församling
- Mörkö församling som 2010 uppgick i Hölö-Mörkö församling
- Tveta församling som 2002 uppgick i Södertälje-Tveta församling som 2010 uppgick i en återbildad Södertälje församling
- Turinge församling som 2002 uppgick i Turinge-Taxinge församling
- Enhörna församling bildad 1948 av Överenhörna församling och Ytterenhörna församling.
- Överjärna församling
- Ytterjärna församling
- samt församlingar som före 1 juli 1942 ingått i Södertörns kontrakt och 1987 utbröts för att bilda Nynäs kontrakt
  - Salems församling
  - Sorunda församling
  - Torö församling
  - Grödinge församling
  - Ösmo församling
  - Nynäshamns församling bildad 1947

1972 tillfördes från Domprosteriet
- Taxinge församling som 2002 uppgick i Turinge-Taxinge församling

1973 bildades Västertälje församling som 2010 uppgick i Södertälje församling
1975 tillfördes från Daga kontrakt
- Vårdinge församling

2000 tillfördes från då upplösta Daga och Hölebo kontrakt
- Trosa-Vagnhärads församling som 2010 uppgick i Trosa församling
- Trosa stadsförsamling som 2010 uppgick i Trosa församling
- Västerljungs församling som 2010 uppgick i Trosa församling